# Nadine Isaacs
Nadine Isaacs (1942–2004) va ser una arquitecta jamaicana. Va ser la primera dona vicepresidenta de l'Architects Registration Board i la primera dona a ser presidenta de l'Institut de Jamaica d'Arquitectes. Va ser cap de l'Escola d'Arquitectura del Carib, quan va ser la primera dona que el va liderar, i també va dirigir la facultat de Built Environment a la Universitat de tecnologia de Jamaica a Kingston.

## Biografia
Nadine Isaacs va nàixer a Kingston en 1942, filla de Ivy i Wills Isaacs. Es va graduar a la Universitat de Sydney (Austràlia) en arquitectura i va tornar al seu país per treballar en el Ministeri jamaicà d'habitatge, fins a convertir-se en l'arquitecta executiva sènior. A mitjan anys 1970 va treballar al Banc Mundial en projectes amb el Ministeri d'Habitatge per millorar la disponibilitat de materials de baix cost per a les teulades. El treball de Isaacs era avaluar els requisits necessaris en funció dels preus de venda al públic. Va passar a la divisió de llocs i serveis i va treballar dissenyant i construint habitatges de baix cost, per posteriorment treballar en Urban Development Corporation abans d'obrir la seua pròpia empresa.
En 1986, Isaacs va ser triada com la primera dona presidenta de l'Institut de Jamaica d'Arquitectes. Va ser reelegida per a un segon mandats en 1987 i eixe mateix any es va convertir en vicepresidenta de la nova Architects Registration Board. En 1999, Isaacs va passar a ser la primera dona a encapçalar l'Escola d'Arquitectura del Carib i va ser la primera dona a ser sòcia de l'Institut de Jamaica d'Arquitectes. També va dirigir la facultat de Built Environment a la Universitat de tecnologia de Jamaica a Kingston.
Va morir després d'una llarga lluita contra el càncer el 16 de juny de 2004 a Kingston, Jamaica. Postumament, un premi anual de disseny atorgat per la Universitat de Tecnologia porta el seu nom.